# Harcourt, Eure
Harcourt (phát âm tiếng Pháp: [aʁkuʁ]) là một xã thuộc tỉnh Eure trong vùng Normandie miền bắc nước Pháp.

## Huy hiệu
| Arms of Harcourt | The arms of Harcourt are blazoned: Gules, 2 fesses Or. |

## Sites of interest
- Château d'Harcourt - a medieval-built château with the oldest arboretum in France.
- Arboretum d'Harcourt